# Adonisea arefacta
Adonisea arefacta är en fjärilsart som beskrevs av Edwards 1884. Adonisea arefacta ingår i släktet Adonisea och familjen nattflyn. Inga underarter finns listade i Catalogue of Life.